# Olga Fonda
Olga Fonda, właśc. Olga Czakowa (ros. Ольга Чакова, ur. 1 października 1982 w Uchcie) – rosyjska aktorka i modelka.

## Życiorys
Pochodzi z Uchty w Republice Komi. W wieku 14 lat przeniosła się na rok do Stanów Zjednoczonych w ramach wymiany uczniów. Również w USA studiowała na uniwersytecie w Auguście oraz zaczęła karierę modelki i aktorki.

## Filmografia
- The Breakdown (2009) jako Chloe
- Miłość, to boli (2009) jako Valeriya
- Poznaj naszą rodzinkę (2010) jako Svetlana
- Captain Fork (2011) jako Samantha
- Miłość (2011) rosyjska dziewczyna
- Giganci ze stali (2011) jako Farra Lemkova
- The Iceman (2013) jako Alex
- Pamiętniki wampirów (2013) jako Nadia Petrova
- Agent X (2015) jako Olga Petrovka
- Xibalba (2017) jako Eli
- 9/11 (2017) jako Tina
- Altered Carbon (2018) jako Sarah